# Höllache
Die Höllache ist ein See in den Bayerischen Voralpen. Sie liegt an den Nordabfällen des Lahnerecks.
Der Steig von der Lahneralm zur Riedereckalm führt oberhalb der Lache vorbei.